# Synagogue de Park Avenue
 (juin 2024).
La synagogue de Park Avenue (en hébreu : אגודת ישרים (Agudat Yesharim)) est une synagogue juive conservatrice située au 50 East 87th Street dans l'Upper East Side de Manhattan, à New York. Fondée en 1882, la congrégation est l'une des plus grandes des États-Unis.

## Aperçu
La congrégation a été fondée en 1882 comme congrégation réformée « Temple Gates of Hope » par un groupe de Juifs allemands. Après plusieurs fusions, la congrégation prit le nom hébreu « Agudat Yesharim », et demanda plus tard à l'État de New York de changer le nom officiel en « Park Avenue Synagogue » en 1923. En 1927, l'actuel bâtiment de style mauresque sur la 87e rue Est a été construit. Dans les années 1930, la congrégation a changé son affiliation du judaïsme réformé au judaïsme conservateur afin de s'adapter à sa fusion avec d'autres congrégations contenant un grand nombre de Juifs d'Europe de l'Est.
Depuis juillet 2008, la synagogue est dirigée par le rabbin principal Elliot J. Cosgrove. La congrégation a été dirigée par des rabbins notables, dont Milton Steinberg et Judah Nadich,.

## Architecture
Le grand sanctuaire de style mauresque de la synagogue sur East 87th Street a été inauguré le 27 mars 1927, lors d'une cérémonie en présence du maire de l'époque, Jimmy Walker. Le bâtiment a été agrandi en 1954 et de nouveau en 1980, avec une structure de six étages s'étendant vers l'ouest jusqu'à Madison Avenue.
En 2014, la synagogue a entrepris une rénovation et un agrandissement dirigés par MBB Architects et l'artiste juif Amy Reichert,,. Le centre d'apprentissage tout au long de la vie Eli M. Black, situé dans une maison de ville néoclassique de 1912, a été inauguré en 2017. La synagogue principale de la 87e rue, reconvertie en 2019, a été rénovée pour inclure des zones de rassemblement communautaire, deux nouveaux espaces de prière dédiés, un escalier vitré et une exposition de vitraux modernes conçus par l'artiste américain Adolf Gottlieb,,.

## Membres notables
- Nancy Abramson, chantre
- Adam Leitman Bailey, avocat
- Eli M. Black, homme d'affaires
- Maurice Bloch, homme politique
- Kate Bolduan, présentatrice de CNN
- Alan N. Cohen, homme d'affaires
- Max Helfman, chantre
- Ralph Lauren, créateur
- Judah Nadich, rabbin
- Ben Platt, acteur
- Steven Price, homme d'affaires
- Adolph Moses Radin, rabbin
- Menachem Z. Rosensaft, avocat
- Nelson Ruttenberg, avocat et homme politique
- Milton Steinberg, rabbin